# سجن يدي قلعة
سجن يدي قلعة (بالتركية: Yedikule Zindanları)‏، هي قلعة بيزنطية ضمن أسوار ساحل بحر مرمرة اتخذت محبساً زمن الدولة العثمانية وتقع في إسطنبول. التسمية مركبة، وتعني قلعة الأبراج السبعة: يدي = سبعة.

## الموقع
إسطنبول شبه جزيرة تشبه المثلث ينتهي حدها الجنوبي إلى بحر مرمرة، والشمال الغربي إلى القرن الذهبي، وهذان يلتقيان مع بعضهما بشكل قوس في الجهة الشرقية في موضع يسمى رأس السراي، ويوجد في الزاوية الجنوبية قصر (يدي قلعة) البروج السبعة، وفي الزاوية الشمالية مرقد أبي أيوب الأنصاري.
ضمن اسوار ساحل بحر مرمرة هناك برج يدعى برج السبع، وفيه باب عليه نقوش ذهبية، وخلفه قمة برج كبير وهذا البرج هو قصر يدي قلعة. ويوجد فوق باب يدي قلعة رسم نسر وهو أثر من آثار الرومانيين القدماء. وبقربه محلة تسمى (محلة يدي قلعة) يقيم فيها المسلمون. وباب يدي قلعة هو أحد أبواب البر السبعة، وهذه الأبواب هي:
- باب يدي قلعة (البروج السبعة).
- باب سيلودي (سيلودي قبو).
- باب المولوية (مولويخانه قبو).
- باب المدفع (طوب قبو).
- باب ادرنة (ادرنه قبو سي).
- باب الأعوج (اكري قبو).
- باب ايوانسراي.

أما أبواب أسوار ساحل بحر مرمرة فهي ستة أبواب آخرها باب يدي قلعة، وهي كالآتي:
- باب الإسطبل (آخور قبو).
- باب المشقوق (تشلادي قبو).
- باب الرمل (قوم قبو).
- باب الجديد (يني قبو).
- باب الرمان (نارلي قبو).
- البروج السبعة (يدي قلعة)، ومن يدي قلعة مبدأ مدينة إسطنبول.[1]

## سجن يدي قلعة
كان سجن الأبراج السبعة (يدي قلعة) قلعة بيزنطية قديمة بالقرب من بحر مرمرة، وكان الترك قديماً يعتقلون فيه سفراء الدول التي تحارب الدولة العثمانية وغيرهم. وجاءت شهرة هذا السجن لورود ذكره في حوادث كثيرة أيام سلاطين الدولة العثمانية، ومن الأمثلة عن بعض من دخلوا هذا السجن وربما قسم منهم لم يخرجوا منه أحياء:
- في عام 1062ه‍، توفي السلطان أحمد الأول فكان قد أوصى بالحكم لأخيه مصطفى، فخلع بعد ثلاثة أشهر ونصب مكانه السلطان عثمان الثاني الابن البكر للسلطان أحمد، وحجر على عمه السلطان مصطفى في يدي قلعة (يدي قلعة).[2]
- غضب الصدر الأعظم على سفير روسيا لتدخل بلاده في شؤون الدولة العثمانية فسجنه في يدي قلعة.[3]
- في عام 1622م، تم الانقلاب على السلطان عثمان الثاني وحجر في سجن الأبراج السبعة ومن ثم تم قتله خنقاً بواسطة وتر قوس.
- الشاعر أحمد باشا أبوه قاضي عسكر زمن السلطان مراد الثاني واسمه ولي الدين بن إلياس، هذا الشاعر كان نديماً للسلطان محمد الفاتح حبسه السلطان بسبب أبيات من الشعر قالها في مدح أحد غلمان السلطان، فزجه في سجن البروج السبعة (يدي قلعة) وكاد ان يذبحه، ثم أطلق سراحه بعد ان مدح السلطان بقصيدة.[4]
- وفي سنة 1058ه‍، عزل والي بغداد موسى باشا المعروف باسم (سمين موسى باشا) وعند وصوله إسطنبول صدر فرمان بقتله فقتل في يدي قلعة.[5]
- الوزير دلي حسين باشا تولى عدة مناصب منها والي بغداد، وشى به الصدر الأعظم فعزل من منصب روم لي وعند عودته إلى إسطنبول تم اعتقاله سنة 1069ه‍، وحبس في (يدي قلة) ثم قتل.[6]